# Proceso de la cámara de plomo
El proceso de la cámara de plomo fue un método industrial utilizado para producir ácido sulfúrico en grandes cantidades. Ha sido suplantado en gran medida por el proceso de contacto. 
En 1746 en Birmingham, Inglaterra, John Roebuck comenzó a producir ácido sulfúrico en cámaras con revestimiento de plomo, que eran más fuertes y menos costosas, y podían hacerse mucho más grandes que los recipientes de vidrio que se habían utilizado anteriormente. Esto permitió la industrialización efectiva de la producción de ácido sulfúrico y, con varios refinamientos, este proceso siguió siendo el método estándar de producción durante casi dos siglos. El proceso fue tan robusto que ya en 1946, el proceso de la cámara todavía representaba el 25 % del ácido sulfúrico fabricado.

## Historia
El dióxido de azufre se introduce con vapor y dióxido de nitrógeno en grandes cámaras revestidas con plomo en láminas, donde los gases se rocían con agua y ácido de cámara (62-70 % de ácido sulfúrico). El dióxido de azufre y el dióxido de nitrógeno se disuelven, y durante un período de aproximadamente 30 minutos, el dióxido de azufre se oxida a ácido sulfúrico. La presencia de dióxido de nitrógeno es necesaria para que la reacción avance a una velocidad razonable. El proceso es altamente exotérmico, y una consideración importante del diseño de las cámaras fue proporcionar una forma de disipar el calor formado en las reacciones. 
Las primeras plantas usaban cámaras rectangulares de madera con revestimiento de plomo muy grandes (cámaras de caja de fallas) que se enfriaban con aire ambiental. El revestimiento interno de plomo sirvió para contener el ácido sulfúrico corrosivo y para impermeabilizar las cámaras de madera. A comienzos del siglo XIX, tales plantas requerían aproximadamente medio metro cúbico de volumen para procesar el equivalente de dióxido de azufre de un kilogramo de azufre quemado. A mediados del siglo XIX, el químico francés Joseph Louis Gay-Lussac rediseñó las cámaras como cilindros de mampostería repletos de gres. En el siglo XX, las plantas que usaban cámaras Mills-Packard suplantaron los diseños anteriores. Estas cámaras eran cilindros cónicos altos que se enfriaban externamente por el agua que fluía por la superficie exterior de la cámara. 
El dióxido de azufre para el proceso se proporcionó quemando azufre elemental o tostando minerales metálicos que contenían azufre en una corriente de aire en un horno. Durante el período inicial de fabricación, se producían óxidos de nitrógeno por la descomposición del nitro a alta temperatura en presencia de ácido, pero este proceso fue suplantado gradualmente por la oxidación al aire de amoníaco a óxido nítrico en presencia de un catalizador. La recuperación y reutilización de óxidos de nitrógeno fue una consideración económica importante en la operación de una planta de proceso de cámara. 
En las cámaras de reacción, el óxido nítrico reacciona con el oxígeno para producir dióxido de nitrógeno. El líquido del fondo de las cámaras se diluye y se bombea a la parte superior de la cámara, y se rocía hacia abajo en una fina niebla. El dióxido de azufre y el dióxido de nitrógeno se absorben en el líquido y reaccionan para formar ácido sulfúrico y óxido nítrico. El óxido nítrico liberado es escasamente soluble en agua y regresa al gas en la cámara donde reacciona con el oxígeno en el aire para reformar el dióxido de nitrógeno. Algún porcentaje de los óxidos de nitrógeno se secuestra en el licor de reacción como ácido nitrosilsulfúrico y ácido nítrico, por lo que se debe agregar óxido nítrico fresco a medida que avanza el proceso. Las versiones posteriores de plantas de cámara incluyen una alta temperatura torre de Glover para recuperar los óxidos de nitrógeno a partir del licor de cámara, mientras se concentra el ácido cámara a tanto como 78 % H2SO4. Los gases de escape de las cámaras se limpian pasándolos a una torre, a través de la cual parte del ácido Glover fluye sobre las baldosas rotas. Los óxidos de nitrógeno se absorben para formar ácido nitrosilsulfúrico, que luego se devuelve a la torre Glover para recuperar los óxidos de nitrógeno.
El ácido sulfúrico producido en las cámaras de reacción está limitado a una concentración de aproximadamente el 35 %. A concentraciones más altas, el ácido nitrosilsulfúrico precipita sobre las paredes de plomo en forma de "cristales de cámara", y ya no es capaz de catalizar las reacciones de oxidación.

## Química
El dióxido de azufre se genera al quemar azufre elemental o al tostar mineral pirítico en una corriente de aire: 
S8 + 8 O2 → 8 SO2
4 FeS2 + 11 O2 → 2 Fe2O3 + 8 SO2
Los óxidos de nitrógeno se producen por descomposición de nitrato en presencia de ácido sulfúrico, o por hidrólisis de ácido nitrosilsulfúrico: 
2 NaNO3 + H2SO4 → Na2SO4 + H2O + NO + NO2 + O2
2 NOHSO4 + H2O →  2 H2SO4 + NO + NO2
En las cámaras de reacción, el dióxido de azufre y el dióxido de nitrógeno se disuelven en el licor de reacción. El dióxido de nitrógeno se hidrata para producir ácido nitroso, que luego oxida el dióxido de azufre a ácido sulfúrico y óxido nítrico. Las reacciones no están bien caracterizadas, pero se sabe que el ácido nitrosilsulfúrico es un intermediario en al menos una vía. Las principales reacciones generales son: 
2 NO2 + H2O → HNO2 + HNO3
SO2 (aq) + HNO3 → NOHSO4
NOHSO4 + HNO2 →  H2SO4 + NO2 + NO
SO2 (aq) + 2 HNO2 → H2SO4 + 2 NO
El óxido nítrico escapa del licor de reacción y posteriormente se reoxida por oxígeno molecular a dióxido de nitrógeno. Este es el paso determinante de la tasa general en el proceso:
2 NO + O2 → 2 NO2
Los óxidos de nitrógeno se absorben y regeneran en el proceso y, por lo tanto, sirven como catalizador para la reacción general: 
2 SO2 + 2 H2O + O2 → 2 H2SO4

## Otras lecturas
- Derry, Thomas Kingston; Williams, Trevor I. (1993). A Short History of Technology: From the Earliest Times to A.D. 1900. New York: Dover.
- Kiefer, David M. (2001). «Sulfuric Acid: Pumping Up the Volume». American Chemical Society. Consultado el 21 de abril de 2008.